# Sibley County
Sibley County är ett administrativt område i delstaten Minnesota i USA. År 2010 hade countyt 15 226 invånare. Den administrativa huvudorten (county seat) är Gaylord. 

## Politik
Sibley County tenderar att rösta republikanskt. Republikanernas kandidat har vunnit countyt i samtliga presidentval under 2000-talet. 
Även historiskt sett har republikanerna varit framgångsrika i countyt. I valet 2016 vann republikanernas kandidat med 66,8 procent av rösterna mot 25,1 för demokraternas kandidat, vilket är den största segern i countyt för en kandidat sedan valet 1956.

## Geografi
Enligt United States Census Bureau har countyt en total area på 1 555 km². 1 525 km² av den arean är land och 30 km² är vatten.      

### Angränsande countyn
- McLeod County - norr
- Carver County - nordost
- Scott County - öst
- Le Sueur County - sydost
- Nicollet County - söder
- Renville County - väst, nordväst

### Städer och samhällen
- Arlington
- Gaylord (huvudort)
- Gibbon
- Green Isle
- Henderson
- Le Sueur (delvis i Le Sueur County)
- New Auburn
- Winthrop